# Maxine Hong Kingston
Maxine Hong Kingston (Stockton, 27 oktober 1940) is een Chinees-Amerikaanse auteur.
Kingston is Emeritus hoogleraar aan de Universiteit van Californië, Berkeley, waar ze in 1962 afstudeerde met een BA Engels. Zij schreef tot hiertoe drie romans en een aantal non-fictiewerken over de ervaringen van Chinese immigranten in de Verenigde Staten. Ze droeg ook bij aan de feministische beweging met werken als Woman Warrior: Memoirs of a Girlhood Among Ghosts, waarin ze genderkwesties en etniciteit bespreekt, en hoe deze concepten het leven van vrouwen beïnvloeden. Kingston heeft verschillende prijzen gekregen voor haar bijdragen aan de Chinees-Amerikaanse literatuur, waaronder de National Book Award voor non-fictie in 1981 met haar boek China Men. Daarin vertelt ze over de ervaringen van Chinese immigranten op basis van wat mannelijke familieleden van haar hebben meegemaakt. Andere werken van haar zijn Tripmaster Monkey: His Fake Book (1989), het deels berijmde To Be the Poet (2002), en The Fifth Book of Peace (2003) , waarin ze fictie met memoires vermengt.

## Werken (selectie)
- No Name Woman (essay), 1975
- The Woman Warrior: Memoirs of a Girlhood among Ghosts, 1976
- China Men, Knopf, 1980
- Hawai'i One Summer, 1987
- Through the Black Curtain, 1987
- Tripmaster Monkey: His Fake Book, 1989
- To Be the Poet, 2002
- The Fifth Book of Peace, 2003
- Veterans of War, Veterans of Peace, 2006
- I Love a Broad Margin to My Life, 2011

- Bibsys: 90239832
- Biblioteca Nacional de España: XX4808493
- Bibliothèque nationale de France: cb11909774h (data)
- Catàleg d'autoritats de noms i títols de Catalunya: 981058512204806706
- CiNii: DA01253012
- Gemeinsame Normdatei: 118631101
- International Standard Name Identifier: 0000 0001 2147 1600
- Library of Congress Control Number: n80013182
- Bibliotheek van het Japanse parlement: 00445731
- Nationale Bibliotheek van Tsjechië: jn20000700893
- Nationale bibliotheek van Australië: 36327579
- Nationale Bibliotheek van Israël: 987007263989805171
- Nationale Bibliotheek van Polen: a0000001119625
- Nationale en Universitaire bibliotheek Zagreb: 000589710
- Nederlandse Thesaurus van Auteursnamen: 069584370
- Réseau des bibliothèques de Suisse occidentale: 02-A000098365
- LIBRIS: 67185
- SNAC: w6gk0b1m
- Système universitaire de documentation: 02694989X
- Trove: 1246917
- Virtual International Authority File: 108862703
- WorldCat: E39PBJyX3GGmXTJkRfxf3wF7pP

1. ↑  Guggenheim Fellows database; geraadpleegd op: 6 augustus 2017; Guggenheim-identificatiecode voor fellowship: maxine-hong-kingston.
2. ↑  https://www.neh.gov/about/awards/national-humanities-medals; geraadpleegd op: 6 augustus 2017.
3. ↑  https://www.bookcritics.org/past-awards/1976/.